# Тянья
Тянья́ (кит. упр. 天涯, пиньинь Tiānyá) — район городского подчинения городского округа Санья провинции Хайнань (КНР).

## История
После образования Китайской Республики эти места в 1912 году вошли в состав уезда Ясянь (崖县).
После перехода острова Хайнань под контроль КНР уезд Ясянь был в 1950 году включён в состав Административного района Хайнань (海南行政区) провинции Гуандун.
В 1954 году уезд Ясянь был передан в состав Хайнань-Ли-Мяоского автономного района уездного уровня (海南黎族苗族自治区), который 17 октября 1955 года был преобразован в Хайнань-Ли-Мяоский автономный округ (海南黎族苗族自治州).
Постановлением Госсовета КНР от 19 мая 1984 года уезд Ясянь был преобразован в городской уезд Санья. 
Постановлением Госсовета КНР от 26 сентября 1987 года городской уезд Санья был выведен из состава Хайнань-Ли-Мяоского автономного округа, и стал подчиняться напрямую властям Административного района Хайнань, став городским округом.
13 апреля 1988 года Административный район Хайнань был преобразован в отдельную провинцию Хайнань; в составе городского округа Хайнань был при этом создан район Хэси (河西区).
Постановлением Госсовета КНР от февраля 2014 года было ликвидировано старое административное деления Санья, и городской округ был разделён на 4 района; район Хэси, посёлки Тянья и Фэнхуан, административный комитет Саньявань и посёлок Баолююйцайчжэнь были при этом объединены в район Тянья.

## Административное деление
Район делится на 22 микрорайона и 30 деревень.

## Туризм
Побережье залива Санья является самой популярной курортной зоной города. Вдоль 22-километрового песчаного пляжа расположены многочисленные отели и курортные комплексы, в том числе международных сетей Four Points by Sheraton, Pullman, Howard Johnson's, Wyndham, Ramada Plaza и Holiday Inn, а также несколько первоклассных гольф-клубов.
На побережье расположен популярный парк скульптур Тянья Хайцзяо — излюбленное место китайских молодожёнов во время медового месяца. В парке расположены большие валуны, символизирующие Солнце (мужа) и Луну (жену), красивый пляж, небольшой зоопарк и музей доисторических раковин.

## Экономика
Вдоль набережной залива расположены многочисленные магазины, рестораны, кафе, караоке и ночные клубы. В юго-восточной части района на искусственном острове Феникс размещаются пять высотных башен элитного жилого и гостиничного комплекса Phoenix Island. Вокруг Цзифан-роуд сложилась главная торговая зона Саньи. Рядом с ней расположен Чуньюань Хайсянь — большой рыбный рынок с десятками ресторанов. В устье реки Санья расположен небольшой порт для рыбацких и грузовых лодок.

## Транспорт
В прибрежной зоне района расположен международный аэропорт Санья Феникс (в 2018 году обслужил свыше 20 млн пассажиров). Западнее от него, на искусственном острове в заливе Хунтан строится новый международный аэропорт Санья Хунтанвань. 
Важное значение в сфере общественного транспорта имеет трамвайная линия, введённая в эксплуатацию в октябре 2020 года (8-километровый маршрут пролегает от главного железнодорожного вокзала Саньи до торговой улицы Цзянъан-роуд в старом городе).

## Экология
В заливе Санья обитают белые китайские дельфины.